# Jane Lynch
Pour les articles homonymes, voir Lynch.
 (juillet 2016).
Si vous disposez d'ouvrages ou d'articles de référence ou si vous connaissez des sites web de qualité traitant du thème abordé ici, merci de compléter l'article en donnant les références utiles à sa vérifiabilité et en les liant à la section « Notes et références ».
Jane Lynch est une actrice et chanteuse américaine, née le 14 juillet 1960 à Evergreen Park dans l'Illinois. Elle est surtout connue pour le rôle de Sue Sylvester dans la série Glee.

## Biographie
Née à Evergreen Park, en banlieue de Chicago dans l'Illinois, Jane Lynch est la fille d'une mère au foyer et d'un père banquier. Elle grandit dans sa ville natale. Elle a été élevée dans une famille catholique irlandaise et scolarisée à Thornridge High School. Elle a obtenu son baccalauréat en théâtre de l'Illinois State University et son MFA de l'Université Cornell, également dans le théâtre.
Elle débute au théâtre dans des troupes d'improvisations telles que The Second City, se faisant remarquer avec Oh My Sister, My Sister.
Bien qu'elle ait débuté au cinéma à la fin des années 1980, notamment avec les films Vice Versa et Le Fugitif, ce n'est qu'en 2000 avec Bêtes de scène, de Christopher Guest, qu'elle se fait véritablement connaître du grand public, en incarnant une maître-chien lesbienne. Elle collaborera de nouveau avec Guest dans deux autres films : A Mighty Wind et For Your Consideration.

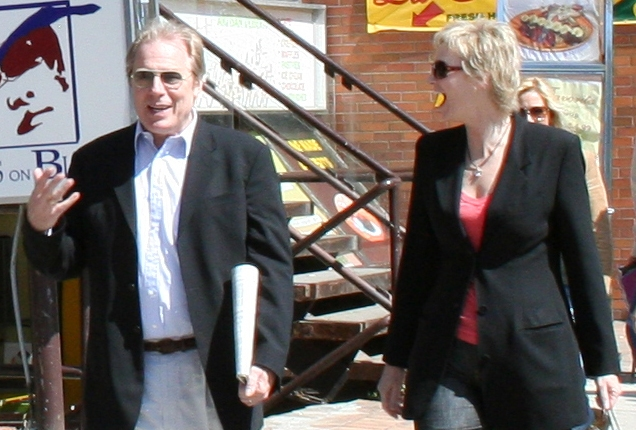
Michael McKean et Lynch au festival international du film de Toronto en 2006.

Elle apparaît également dans plusieurs séries télévisées comme À la Maison-Blanche, Monk, The L Word, Infos FM, JAG, Dawson et Desperate Housewives, ainsi que Mon oncle Charlie et Friends. Elle a fait une apparition remarquée dans Esprits criminels, où elle incarne la mère schizophrène de Spencer Reid. Elle décroche par la suite le rôle de Sue Sylvester dans la série Glee, recevant des critiques excellentes pour son interprétation.
Au cinéma, elle incarne la patronne de Steve Carell dans 40 ans, toujours puceau (à noter que c'est Nancy Walls, femme de Steve Carell, qui a suggéré Jane Lynch pour le rôle), la mère de Will Ferrell dans Ricky Bobby : Roi du circuit et la sœur de Meryl Streep dans Julie et Julia.
De 2009 à 2015, elle joue le rôle de Sue Sylvester dans la série musicale Glee. Sue est l'entraineuse des pom-pom girls de l'école, entraîneur peu sympathique avec les membres du Glee Club.
Jane Lynch, ouvertement lesbienne, a épousé le Dr Lara Embry le 31 mai 2010 au restaurant Blue Heron à Sunderland, dans le Massachusetts. Elles divorcent en juin 2013.
Lynch a fait ses débuts à Broadway dans le rôle de Miss Hannigan dans la comédie musicale Annie pour un engagement limité du 15 mai au 14 juillet 2013. Elle a pris la place de Katie Finneran.

## Filmographie

### Télévision

#### Émissions
- depuis 2020 : Le Maillon faible (Weakest Link) : Présentatrice

#### Téléfilms
- 1992 : Dans le seul intérêt des enfants (In the Best Interest of the Children) : Gwen Hatcher
- 2002 : The Big Time : Miss Rush

#### Séries télévisées
- 1994 : Mariés, deux enfants : Greta (Saison 8, épisode 2)
- 2000 : Gilmore Girls : Infirmière (Saison 1, épisode 10)
- 2000 : Sept à la maison : L'infirmière
- 2000 : The West Wing : Journaliste salle de presse de la Maison Blanche.
- 2000 : Dawson : Mrs. Witter (saison 4, épisode 12).
- 2001 : X-Files : Aux Frontières Du Réel : Anne Lokensgard (saison 9, épisode 5)
- 2002 : MDs : Aileen Poole, RN, Ph.D
- 2003 : Las Vegas : Helen Putasca (Saison 1, épisode 17)
- 2003 : Arrested Development : Cindi Lightballoon (Saison 1)
- 2004 : Mon oncle Charlie : La Psy (invitée saison 1 à 12)
- 2004 : Veronica Mars : La principal (Saison 1, épisode 6)
- 2004 : Monk : Dr Julie Waterford (Saison 2 Épisode 9)
- 2004 : Friends : Ellen (Saison 10 Épisode 15)
- 2005 : Les Experts Las Vegas : Ranger (Saison 5 Épisode 14)
- 2005 : Illeanarama : Ann
- 2005 : The L Word : Joyce Wischnia (15 épisodes)
- 2005 : Weeds : The Candyman (Saison 1, épisode 4)
- 2006 - 2020 : Esprits criminels : Diana Reid
- 2006 : Desperate Housewives : Maxine Bennett (Saison 2, épisode 14)
- 2006 : Lovespring International : Victoria Ratchford
- 2008 : Psych : Enquêteur malgré lui : Barbara Dunbar (saison 3 épisode 6)
- 2009 - 2010 / 2023 : Party Down : Constance Carmell
- 2009 - 2015 : Glee : Sue Sylvester (121 épisodes)
- 2010 : iCarly : Pam Puckett
- 2011 : Les Simpson : Voix de Roz (Saison 23, épisode 4)
- 2015 : Le Monde de Riley : Elle-même (Saison 1, épisode 19)
- 2016 : Angel from Hell : Amy
- 2017 : Manhunt: Unabomber (mini-série) : Janet Reno
- 2017 : Will et Grace : Roberta
- 2019 : Middle School Moguls
- 2020 : Space Force : Amirale Mayweather
- 2017-2022 : La Fabuleuse Madame Maisel : Sophie Lennon
- depuis 2021 : Only Murders In The Building : Sazz Pataki

### Cinéma
- 1988 : Taxi Killer
- 1988 : Vice Versa : Ms. Lindstrom
- 1992 : Franc-parler (Straight Talk) : Gladys
- 1993 : Le Fugitif (The Fugitive), d'Andrew Davis : Dr Kathy Wahlund
- 1993 : Instinct fatal (Fatal Instinct) : Prison Reporter
- 1997 : D'amour et de courage : Counselor
- 2000 : De quelle planète viens-tu ? (What Planet Are You From?) : Doreen
- 2000 : Red Lipstick : Final TV Newscaster
- 2000 : Bêtes de scène (Best in Show) : Christy Cummings
- 2001 : Dawson : Mrs Witter
- 2001 : Nice Guys Finish Last : Mom
- 2001 : Martini : Dr Jane
- 2002 : Hiding in Walls (vidéo) : Diane Moffet
- 2002 : Dommage collatéral (Collateral Damage), d'Andrew Davis : Agent Russo
- 2003 : A Mighty Wind, titre québécois Les Grandes Retrouvailles) de Christopher Guest : Laurie Bohner
- 2003 : Exposed de Misti Barnes : Julie Gross
- 2004 : Little Black Boot : Grace
- 2004 : Surviving Eden : Maude Silver
- 2004 : Sleepover : Gabby Corky
- 2004 : Memoirs of an Evil Stepmother : Blanche Monroe
- 2004 : Les Désastreuses aventures des orphelins Baudelaire (Lemony Snicket's A Series of Unfortunate Events), de Brad Silberling : Realtor
- 2005 : Holly Hobbie and Friends: Surprise Party (vidéo) : Joan Hobbie / Minnie
- 2005 : Promtroversy : Mimi Nimby (Concerned Parent)
- 2005 : 40 ans, toujours puceau (The 40 Year Old Virgin), de Judd Apatow: Paula
- 2005 : Bam Bam and Celeste : Darlene
- 2005 : The Californians : Sybill Platt
- 2006 : The List : Dr Davina
- 2006 : Fifty Pills : Doreen
- 2006 : Ricky Bobby : Roi du circuit (Talladega Nights: The Ballad of Ricky Bobby), d'Adam McKay : Lucy Bobby
- 2007 : Alyssa et les Dauphins : Glinton
- 2007 : Comme Cendrillon 2 : Dominique Blatt
- 2007 : Alvin et les Chipmunks : Gail
- 2008 : Smiley Face, de Gregg Araki
- 2008 : Walk Hard, de Jake Kasdan : Gail (présentatrice télé)
- 2008 : Les Grands Frères (Role Models) : Gayle Sweeny
- 2009 : The Rocker (The Rocker), de Peter Cattaneo : Lisa
- 2009 : Julie et Julia (Julie & Julia), de Nora Ephron : Dorothy McWilliams
- 2010 : Shrek 4 : Il était une fin
- 2010 : Post Grad : Carmella Malby
- 2011 : Paul, de Greg Mottola : Pat Stevenson
- 2012 : Les Trois Corniauds de Peter et Bobby Farrelly : la mère supérieure
- 2012 : Les Mondes de Ralph, de Rich Moore pour Walt Disney Animation Studios : Voix du Sergent Calhoun
- 2018 : Ralph 2.0, de Rich Moore et Phil Johnston pour Walt Disney Animation Studios : Voix du Sergent Calhoun
- 2019 : UglyDolls, de Kelly Asbury : le scanner

### Jeu vidéo
- 2009 : Leisure Suit Larry: Box Office Bust (jeu vidéo) : voix

## Voix françaises
En France, Emmanuèle Bondeville est la voix régulière de Jane Lynch. Martine Irzenski et Josiane Pinson l'ont également doublée à huit et six reprises.
Au Québec, elle est principalement doublée par Claudine Chatel.
En France
| - Emmanuèle Bondeville dans : - The L Word (série télévisée) - Desperate Housewives (série télévisée) - Lovespring International (série télévisée) - Psych : Enquêteur malgré lui (série télévisée) - The Rocker - Party Down (série télévisée) - Julie et Julia - The Good Fight (série télévisée) - La Fabuleuse Madame Maisel (série télévisée) - Martine Irzenski dans : - Dommage collatéral - Les Californiens - Docteur Hoffman (série télévisée) - Alvin et les Chipmunks - Smiley Face - Comme Cendrillon 2 - Spring Breakdown - Véra (voix) - Josiane Pinson dans : - Glee (série télévisée) - Paul - Web Therapy (série télévisée) - A.C.O.D. - Angel from Hell (série télévisée) - Only Murders in the Building (série télévisée) | - Laurence Crouzet dans : - 40 ans, toujours puceau - Les Grands Frères - Isabelle Desplantes dans : - Les Mondes de Ralph (voix) - Ralph 2.0 (voix) Et aussi - Véronique Augereau dans Le Fugitif - Marie-Christine Adam dans Sept à la maison (série télévisée) - Armelle Gallaud dans According to Jim (série télévisée) - Françoise Vallon dans Las Vegas (série télévisée) - Sophie Baranes dans Arrested Development (série télévisée) - Danièle Orth dans Mon oncle Charlie (série télévisée) - Clara Borras dans Veronica Mars (série télévisée) - Micky Sébastian dans Monk (série télévisée) - Marie-Laure Beneston dans Esprits criminels (série télévisée) - Anne Jolivet dans Boston Justice (série télévisée) - Juliette Degenne dans Walk Hard: The Dewey Cox Story - Anne-Bérengère Pelluau dans Space Force (série télévisée) - Marianne Leroux dans Queer Force (voix) - Colette Venhard dans Zoé + Juju |

Au Québec
| - Claudine Chatel dans : - Le clou du spectacle - Vengeance en pyjama - Alvin et les Chipmunks - Des gars modèles - Le rocker - Julie et Julia - Des Vacances de Printemps d'Enfer - La Bachelière - Paul - Les Trois Stooges - Les Mondes de Ralph (voix) - Fuyons la planète Terre (voix) - Ralph brise l'internet (voix) | Et aussi - Natalie Hamel-Roy dans 40 ans et encore puceau - Julie Burroughs dans Les Nuits de Talladega: La Ballade de Ricky Bobby |

## Distinctions

### Récompenses
- Florida Film Critics Circle Awards 2004 : Meilleure distribution  pour A Mighty Wind partagée avec Bob Balaban, Ed Begley Jr., Jennifer Coolidge, Christopher Guest, Laura Harris, John Michael Higgins, Michael Hitchcock, Linda Kash, Don Lake, Eugene Levy, Michael Mantell, Michael McKean, Larry Miller, Christopher Moynihan, Catherine O'Hara, Jim Piddock, Parker Posey, Harry Shearer, Deborah Theaker et Fred Willard.
- Fort Lauderdale International Film Festival 2008 : meilleure actrice pour I Do & I Don't
- Provincetown International Film Festival 2008 : Lauréate du Prix Faith Hubley.
- Ashland Independent Film Festival 2009 : meilleure distribution pour Man Maid partagée avec Phillip Vaden, Sara Rue, Steve Hytner et John Doe.
- Satellite Awards 2009 : Meilleure actrice dans un second rôle dans une série télévisée pour Glee
- Gay and Lesbian Entertainment Critics Association 2010 : meilleure performance comique TV de l’année dans une série télévisée comique dans le rôle pour Glee
- Gold Derby Awards 2010 : meilleure révélation de l'année dans une série télévisée comique et meilleure actrice comique dans un second rôle dans une série télévisée comique pour Glee
- Primetime Emmy Awards 2010 : Meilleure actrice dans un second rôle dans une série comique pour Glee
- Screen Actors Guild Awards 2010 : Meilleure distribution pour une série comique pour Glee partagée avec Dianna Agron, Chris Colfer, Patrick Gallagher, Jessalyn Gilsig, Jayma Mays, Kevin McHale, Lea Michele, Cory Monteith, Heather Morris, Matthew Morrison, Amber Riley, Naya Rivera, Mark Salling, Harry Shum Jr, Josh Sussman, Dijon Talton, Iqbal Theba et Jenna Ushkowitz.
- Television Critics Association Awards 2010 : meilleure interprétation dans une série télévisée comique pour Glee
- Gay and Lesbian Entertainment Critics Association 2011 : meilleure performance comique TV de l’année dans une série télévisée comique pour Glee
- Golden Globes 2011 : Meilleure actrice dans un second rôle dans une série, une mini-série ou un téléfilm pour Glee
- Online Film & Television Association Awards 2011 : meilleure actrice dans un second rôle dans une série télévisée comique pour Glee
- People's Choice Awards 2011 : actrice comique TV favorite dans une série télévisée comique pour Glee
- Primetime Emmy Awards 2011 : Meilleure actrice dans un second rôle dans une série comique pour Glee
- BTVA People's Choice Voice Acting Awards 2013 : meilleure performance vocale féminine dans une comédie d’animation, meilleure performance vocale féminine pour Les Mondes de Ralph partagée avec John C. Reilly, Jack McBrayer, Sarah Silverman, Alan Tudyk, Dennis Haysbert, Mindy Kaling, Edie McClurg, Raymond S. Persi, Ed O'Neill, Adam Carolla, Skylar Astin, Stefanie Scott, Joe Lo Truglio et Jess Harnell, meilleure performance vocale féminine dans une comédie d’animation pour Les Mondes de Ralph
- Primetime Emmy Awards 2013 : Meilleure actrice dans un second rôle dans une série comique pour Glee
- Primetime Emmy Awards 2014 : Meilleure présentatrice dans une émission de téléréalité pour Hollywood Game Night
- Online Film & Television Association Awards 2015 : meilleure présentatrice dans une émission de téléréalité pour Hollywood Game Night
- Primetime Emmy Awards 2015 : Meilleure présentatrice dans une émission de téléréalité pour Hollywood Game Night

- Williamsburg Independent Film Festival 2016 : meilleure actrice dans un court-métrage pour Writer's Block
- Primetime Emmy Awards 2017 : Meilleure actrice dans un court-métrage  pour Dropping the Soap
- Gold Derby Awards 2019 : meilleure actrice comique de l'année dans un second rôle dans une série télévisée comique pour Glee
- Primetime Emmy Awards 2019 : Meilleure actrice invitée dans une série télévisée comique pour La Fabuleuse Madame Maisel
- Screen Actors Guild Awards 2020 : Meilleure distribution pour une série comique pour La Fabuleuse Madame Maisel partagée avec Caroline Aaron, Alex Borstein, Rachel Brosnahan, Marin Hinkle, Stephanie Hsu, Joel Johnstone, LeRoy McClain, Kevin Pollak, Tony Shalhoub, Matilda Szydagis, Brian Tarantina et Michael Zegen.
- Primetime Emmy Awards 2022 : Meilleure actrice invitée dans une série télévisée comique pour Only Murders In The Building

### Nominations
- Gold Derby Awards 2004 : meilleure distribution pour A Mighty Wind partagée avec Bob Balaban, Ed Begley Jr., Jennifer Coolidge, Christopher Guest, Laura Harris, John Michael Higgins, Michael Hitchcock, Linda Kash, Don Lake, Eugene Levy, Michael Mantell, Michael McKean, Larry Miller, Christopher Moynihan, Catherine O'Hara, Jim Piddock, Parker Posey, Harry Shearer, Deborah Theaker et Fred Willard.
- Phoenix Film Critics Society Awards 2004 : meilleure distribution pour A Mighty Wind
- Gotham Independent Film Awards 2006 : meilleure distribution pour For Your Consideration  partagée avec Bob Balaban, Jennifer Coolidge, Christopher Guest, John Michael Higgins, Eugene Levy, Michael McKean, Catherine O'Hara, Parker Posey, Harry Shearer et Fred Willard.
- Gold Derby Awards 2010 : interprète de l’année et meilleure découverte de l’année.
- Golden Globes 2010 : Meilleure actrice dans un second rôle dans une série, une mini-série ou un téléfilm pour Glee
- Primetime Emmy Awards 2010 : Meilleure actrice invitée dans une série comique pour Mon oncle Charlie
- Satellite Awards 2009 : Meilleure actrice dans un second rôle dans une série télévisée pour Glee
- Teen Choice Awards 2010 : Meilleure distribution dans une série télévisée comique pour Glee partagée avec Dianna Agron, Chris Colfer, Jessalyn Gilsig, Jayma Mays, Kevin McHale, Lea Michele, Cory Monteith, Matthew Morrison, Amber Riley, Mark Salling et Jenna Ushkowitz.
- Teen Choice Awards 2010 : Meilleure vilaine dans une série télévisée comique pour Glee
- Women's Image Network Awards 2010 : meilleure actrice dans une série télévisée comique pour Glee
- Critics' Choice Television Awards 2011 : Meilleure actrice dans un second rôle dans une série comique pour Glee
- Festival de télévision de Monte-Carlo 2011 : meilleure actrice dans une série télévisée comique pour Glee
- Online Film & Television Association Awards 2011 : meilleure actrice dans un second rôle dans une série télévisée comique pour Glee
- Screen Actors Guild Awards 2011 : Meilleure distribution pour une série comique pour Glee
- Screen Actors Guild Awards 2011 : Meilleure actrice dans une série comique pour Glee
- Teen Choice Awards 2011 : Meilleure vilaine dans une série télévisée comique pour Glee
- People's Choice Awards 2012 : Actrice comique TV favorite dans une série télévisée comique pour Glee
- Screen Actors Guild Awards 2012 : Meilleure distribution pour une série comique pour Glee
- BTVA Feature Film Voice Acting Award 2013 : meilleure performance vocale féminine dans une comédie d’animation pour Les Mondes de Ralph
- People's Choice Awards 2013 : Actrice comique TV favorite dans une série télévisée comique pour Glee
- Primetime Emmy Awards 2013 : Meilleure actrice dans un second rôle dans une série comique pour Glee
- Screen Actors Guild Awards 2013 : Meilleure distribution pour une série comique pour Glee
- People's Choice Awards 2014 : Actrice comique TV favorite dans une série télévisée comique pour Glee
- Primetime Emmy Awards 2014 : Meilleure narration pour Penguins: Waddle All The Way
- Teen Choice Awards 2014 : Meilleure vilaine dans une série télévisée comique pour Glee
- Online Film & Television Association Awards 2015 : meilleure présentatrice dans une émission de téléréalité pour Hollywood Game Night
- Critics' Choice Television Awards 2016 : Meilleure présentatrice dans une émission de téléréalité pour Hollywood Game Night
- Primetime Emmy Awards 2016 : Meilleure présentatrice dans une émission de téléréalité pour Hollywood Game Night
- Online Film & Television Association Awards 2018 : meilleure actrice invitée dans une série télévisée comique pour La Fabuleuse Madame Maisel
- Primetime Emmy Awards 2018 : Meilleure présentatrice dans une émission de téléréalité pour Hollywood Game Night
- Primetime Emmy Awards 2018 : Meilleure actrice invitée dans une série télévisée comique pour La Fabuleuse Madame Maisel
- Daytime Emmy Awards 2020 : Meilleur programme pour Verizon 360: 93rd Annual Macy's Thanksgiving Day Parade
- Online Film & Television Association Awards 2022 : meilleure actrice invitée dans une série télévisée comique pour Only Murders In The Building

## Anecdotes
Elle exécute une prestation remarquée dans l'épisode 15 de la saison 1 de Glee sous les traits de Madonna. En effet, elle réalise une performance musicale ainsi que de danse en reprenant la bande son et le clip de Vogue.
Elle et Olivia Newton-John reprennent aussi le clip de Physical datant de 1981.